# Colonel Homer
«Colonel Homer» (с англ. — «Полковник Гомер») — двадцатая серия третьего сезона мультсериала «Симпсоны», премьера которого состоялась 26 марта 1992 года.

## Сюжет
Семья Симпсонов идет в кинотеатр. Барт и Лиза идут на фильм «Космические мутанты 4», а Мардж и Гомер на фильм «Дело в Стокгольме». Там Гомер ведёт себя невоспитанно и заставляет Мардж краснеть. Когда он говорит, чем закончится фильм, Мардж раздражённо просит его заткнуться и вся аудитория аплодирует. В машине она просит прощения за свои слова, но Гомер не хочет её слушать. Он едет в бар-притон под названием «Пиво и Драка», где встречает официантку — начинающую певицу по имени Ларлин Лампкин. Её песня «Твоя жена не понимает тебя» отражает его душевное состояние, и он знакомится с ней.
Следующие несколько дней Гомер везде поёт эту песню, поэтому он приезжает к трейлеру Ларлин за её альбомом. Однако тот ещё не записан, и они идут в звукозаписывающую компанию. Там их слышит диджей, он ставит песню на радио и она становится хитом. Дома Мардж спрашивает о Ларлин, но Гомер утверждает, что это просто официантка, достойная стать звездой. Мардж не одобряет их отношений, так как боится за свой брак. Тем временем Ларлин просит Гомера стать её менеджером, и он соглашается. Теперь он разгуливает в ковбойском костюме и организовывает выступления для Ларлин. Мардж в бешенстве, она уверена, что Гомер ей изменяет. Гомер отрицает это и заявляет, что поможет Ларлин во что бы то ни стало. В студию, которую он арендовал для звукозаписи, приходит вся семья. Песня Ларлин «Пока я не встретила Гомера» заставляет Мардж скрежетать зубами со злости.
Гомер устраивает для Ларлин выступление на передаче «Ya-Hoo!» (с англ. — «И-хо!»). В ночь до выступления Гомер остается у Ларлин в трейлере, и она поёт ему свою новую песню «Спи со мной». Однако Гомер не понимает намёка и уходит домой к семье. На следующий день во время выступления Ларлин агент просит Гомера продать ему контракт, но тот отказывает. В примерочной Ларлин говорит о том, как много для неё значит Гомер, обнимает его и пытается поцеловать. Перед глазами Гомера проносится вся его жизнь с Мардж, он отстраняет Ларлин и говорит ей, что всего лишь хотел поделиться с миром её голосом. Гомер выходит и случайно сталкивается с агентом, которому продаёт контракт за 50 баксов. Когда Гомер приходит домой, обнажённая Мардж смотрит шоу. Как раз в этот момент на сцене появляется Ларлин. Она говорит, что посвящает свою следующую песню Гомеру, и надеется, что Мардж знает, какая она счастливая.

## Культурные отсылки
- Название эпизода и костюм Гомера — отсылка к полковнику Тому Паркеру, менеджеру Элвиса Пресли[1].
- Эпизод частично основан на фильме 1980 года «Дочь шахтёра», рассказывающем истории кантри-певицы Лоретты Линн[2]. Кстати Беверли Д’Анджело, озвучившая Ларлин Лампкин, играла в этом фильме.
- Когда Гомер впервые подъезжает к трейлеру Ларлин, ребёнок на крыльце, играющий на банджо, — пародия на фильм «Избавление»[3].
- Фильмы, которые показывают в Гугуплексе, «Дорогая, я врезался в школьный автобус» и «Смотри, кто икает» — пародии на фильмы «Дорогая, я уменьшил детей» и «Смотри, кто заговорил» соответственно[4].

## Интересные факты
- Беверли Д’Анджело написала специально для этого эпизода песни «Your Wife Don’t Understand You» (с англ. — «Твоя жена не понимает тебя»)[5] и «I Bagged a Homer» (с англ. — «Пока я не повстречала Гомера»)[6].
- Это единственный эпизод, сценарий к которому Мэтт Грейнинг написал один[3].
- В премьерном показе эпизод аудитория составила 16,63 миллионов семей.